# Carl Sargent
Ne doit pas être confondu avec Carl Sargeant.
Pour les articles homonymes, voir Sargent.
Carl Lynwood Sargent (né le 11 décembre 1952, à Caerleon, Monmouthshire, Pays de Galles, mort le 12 novembre 2018,) est un auteur britannique, créateur de plusieurs suppléments et romans basés sur les jeux de rôle. Il a parfois utilisé le pseudonyme Keith Martin.

## Biographie
Carl Sargent est parapsychologue, mais il est davantage connu pour son travail d'auteur de suppléments de jeux et de livres-jeux. Il participe aux gammes de plusieurs jeux de rôle sur table. Il rédige des suppléments pour les univers de Faucongris (Greyhawk), Warhammer, Shadowrun et Earthdawn. Il est notamment l'auteur du scénario Le Pouvoir derrière le trône (Power Behind the Throne), qui fait partie de la Campagne de l'ennemi intérieur, campagne très appréciée pour le jeu de rôle Warhammer. Il publie également plusieurs livres-jeux du type Livre dont vous êtes le héros : sept paraissent aux éditions Fighting Fantasy (traduits en français dans la collection Défis fantastiques) sous le pseudonyme de Keith Martin. Il signe en outre sous son vrai nom quatre courts livres-jeux du même type, co-écrits avec Ian Livingstone. Ses obsèques ont lieu le 19 novembre 2018

## Livres publiés par TSR
- Carl Sargent (WGR4), The Marklands, TSR, 1993
- Carl Sargent (WGR5), Iuz the Evil, TSR, 1993
- Carl Sargent (WGR6), The City of Skulls, TSR, 1993
- Carl Sargent (WGS1), Five Shall Be One, TSR, 1991
- Carl Sargent, Ivid the Undying, TSR, 1995
- Carl Sargent et Gary Thomas (Mystara — GAZ 13), The Shadow Elves, TSR, 1990
- Carl Sargent (DMGR4), Monster Mythology, TSR, 1992
- Carl Sargent, Night Below : An Underdark Campaign, TSR, 1995

## Autres ouvrages

### Jeux de rôle
Earthdawn
- Denizens of Earthdawn vol. 1 (FASA, 1994) : co-auteur
- Skypoint & Vivane (FASA, 1995) : co-auteur
- Skypoint Adventures (FASA, 1995) : co-auteur
- Player's Compendium (RedBrick, 2005) : co-auteur
- Gamemaster's Compendium (RedBrick, 2005) : co-auteur
- Name-Giver's Compendium (RedBrick, 2006) : co-auteur
- Gamemaster's Companion (Mongoose, 2008) : co-auteur
- Gamemaster's Guide (Mongoose, 2009) : co-auteur
- Le Recueil du joueur (Black Book, 2009)/Player's Companion (Mongoose, 2009) : co-auteur
- Player's Guide (Mongoose, 2009) : co-auteur
- Namegiver's of Barsaive (RedBrick, 2010) : co-auteur

Shadowrun
- London Sourcebook (FASA, 1991)
- Imago (FASA, 1992)
- Celtic Double Cross (FASA, 1993) : co-auteur
- Paranormal Animals of Europe (FASA, 1993) : co-auteur
- Tir na nOg (FASA, 1993) : co-auteur
- The Grimoire (FASA, 1994) : co-auteur
- Harlequin's Back (FASA, 1994)/Harlequin (Black Book, 2009) : co-auteur
- Prime Runners (FASA, 1994) : co-auteur
- Cybertechnology (FASA, 1995) : co-auteur
- Gamemaster Screen (FASA, 1998) : co-auteur
- Criters (Catalyst Games Lab, 2005) : co-auteur
- Aztlan + Denver (Black Book, 2011)

Warhammer Fantasy Roleplay
- Power Behind the Throne (Games Workshop, 1988)/Le Pouvoir derrière le trône (Jeux Descartes, 1990), campagne « L'Ennemi intérieur »
- Empire in Flames (Games Workshop, 1989)
- Rest without Peace (Games Workshop, 1989)

### Romans de la collectionFighting Fantasy

#### Publiés sous son vrai nom
- Ian Livingstone et Carl Sargent, Zagor Chronicles : Firestorm, 1993, 209 p. (ISBN 0-14-036864-7)
- Ian Livingstone et Carl Sargent, Zagor Chronicles : Darkthrone, 1993, 194 p. (ISBN 0-14-036865-5)
- Ian Livingstone et Carl Sargent, Zagor Chronicles : Skullcrag, 1994 (ISBN 0-14-036866-3)
- Ian Livingstone et Carl Sargent, Zagor Chronicles : Demonlord, 1994 (ISBN 0-14-036867-1)

#### Publiés sous le pseudonyme Keith Martin
Traduits dans la série Défis fantastiques :
- Le Voleur d'âmes (Stealer of Souls), 1988
- Le Vampire du château noir (Vault of the Vampire), 1989
- Le Sceptre noir (Master of Chaos), 1990
- La Tour de la destruction (Tower of Destruction), 1991
- Les Mages de Solani (Island of the Undead), 1992
- Le Dragon de la Nuit (Night Dragon), 1993
- La Revanche du vampire (Revenge of the Vampire), 1995

## Dans la culture populaire
Carl Sargent présente plusieurs points communs avec le personnage de fiction Peter Venkman du film SOS Fantômes, qu'il pourrait avoir en partie inspiré. Venkman, dans le film, est un enseignant en parapsychologie dans une université où cette discipline est controversée. Au début du film en particulier, Venkman mène des expériences dont les similitudes sont évidentes avec celles qu'a menées Sargent, consistant à demander à des étudiants des éléments figurant sur des cartes présentées face cachée.